# Marele Nagus
„Marele Nagus” (titlu original: „The Nagus”) este al 10-lea episod din primul sezon al serialului TV american științifico-fantastic Star Trek: Deep Space Nine. A avut premiera la 21 martie 1993.
Episodul a fost regizat de David Livingston după un scenariu de Ira Steven Behr bazat pe o poveste de David Livingston.

## Prezentare
Quark este numit lider al Alianței Ferengi de către Marele Nagus Zek, dar este înconjurat de dușmani. 

## Actori ocazionali
- Max Grodénchik - Rom
- Aron Eisenberg -  Nog
- Wallace Shawn - Grand Nagus Zek
- Tiny Ron - Maihar'du
- Lee Arenberg - Gral
- Lou Wagner - Krax
- Barry Gordon - Nava